# Cenerentola (film 2021)
Cenerentola (Cinderella) è un film del 2021 scritto e diretto da Kay Cannon.

## Trama
Ella è una ragazza che vive con la matrigna cattiva Vivian e le due sorellastre, le sciocche Malvoglia e Narissa. Purtroppo la vita della ragazza non è facile perché la donna e le sue figlie la trattano come una serva costringendola a svolgere le faccende di casa e chiamandola Cenerentola, per via del fatto che ha sempre la faccia sporca di cenere. Ella però ha un sogno: diventare una modista. La ragazza infatti ha molto talento nel confezionare vestiti che vorrebbe vendere, tuttavia Vivian crede che questo sogno sia frivolo e perciò cerca di convincere Ella a lasciare perdere il suo sogno e sposare Thomas, un ricco proprietario di una fattoria vicina. In questo stesso regno vive anche il principe Robert, continuamente pressato dal padre affinché prenda moglie; il caso vuole che durante il cambio della guardia, il giovane veda Ella e se ne innamori perdutamente.
Per scoprire di più sulla misteriosa fanciulla l'indomani, Robert si traveste da popolano e si reca in paese sperando di poterla rivedere; la sua ricerca ha fortuna: ignorando il volere della matrigna, Ella si reca in paese nel tentativo, infruttuoso, di poter vendere uno dei suoi abiti. Tuttavia incontra il principe il quale compra il vestito e cerca di invitare la ragazza al ballo che suo padre ha intenzione di organizzare per trovargli una moglie. Quest'ultima inizialmente declina l'invito, poi però accetta vedendo un'occasione per realizzare il suo sogno.
Nei giorni seguenti Ella confeziona per sé un bellissimo abito, che però non potrà indossare poiché Vivian la informa di averla promessa in sposa a Thomas; la ragazza cerca di rifiutare la proposta, ma la donna la umilia macchiandole l'abito e la minaccia dicendo che la caccerà di casa se si recherà al ballo.
Rimasta sola Ella piange pensando al suo sogno quando all'improvviso una farfalla (salvata precedentemente da lei) si trasforma nella sua Favolosa Madrina, che la informa di volerla aiutare ad andare al ballo: ella con la sua magia trasforma gli stracci della ragazza in un bellissimo abito ispirato a uno dei suoi modelli, le dona un paio di scarpette di cristallo, trasforma una scatola in una sontuosa carrozza e gli amici topolini di Ella in valletti. Quest'ultima però ricordando la minaccia di Vivian si preoccupa, ma la Madrina le dice che nessuno la riconoscerà, tranne il ragazzo che lei ha incontrato al villaggio. Prima di lasciarla andare però la fata le dice che a mezzanotte la magia si esaurirà.
Una volta giunta al ballo, Ella incontra una regina ospite, Tatiana, che rimane impressionata dal suo abito e le dà appuntamento per l'indomani per vedere altri modelli della ragazza; in seguito Ella scopre che il ragazzo incontrato in paese altri non è che il principe Robert; cerca di andarsene inosservata, ma il giovane la nota e la ferma, facendole vedere l'abito che le ha acquistato indosso a sua sorella Gwen. Ella e il principe passando la serata insieme danzando e chiacchierando e, tra una confidenza e l'altra, la ragazza scopre che Robert non sa se diventare re o no. Vedendosi finalmente compreso, quest'ultimo sceglie Ella come sposa, ma la ragazza rifiuta perché come regina non avvererebbe il suo sogno di diventare modista e girare il mondo. Robert nonostante sia sconvolto comprende. In quel momento suona la mezzanotte ed Ella, ricordando le parole della Madrina, scappa via. Mentre fugge il suo abito comincia a scomparire; inseguita da uno degli amici del principe, la ragazza gli lancia contro una scarpetta di cristallo e sale sulla carrozza che si allontana sparendo nella notte. Al suono dell'ultimo rintocco la magia si esaurisce e tutto ritorna come prima tranne l'altra scarpetta di cristallo.
Furioso per quello che è successo, Rowan decide di far sposare a Robert la principessa Laura dicendo che non gli importa se non si amano lasciando senza parole Beatrice; intanto Ella ripensa alla notte passata al ballo e si trova indecisa tra il suo sogno e il suo amore per Robert. Proprio allora arriva Vivian che le racconta del ballo e del fatto che il principe stia per sposarsi; inoltre per la prima volta la donna si dimostra caritatevole e le racconta il suo passato: Ella scopre così che Vivian suonava il piano e sognava di essere una pianista ma, a causa della mentalità ristretta del marito, dovette rinunciare al suo sogno; questo spiega perché la matrigna sia così dura con la ragazza: non vuole che viva di illusioni soffrendo come è toccato a lei. Nell'andarsene, Vivian scopre la scarpetta e capisce tutto, allora cerca di incitare Ella a sposare Robert ma la ragazza é decisa a provvedere da sola per la sua vita. La donna allora decide di consegnarla a Thomas.
Intanto Beatrice dice a Rowan che la corona lo ha cambiato, non è più l'uomo che amava e che l'amore è la cosa più importante del mondo. Colpito da queste parole l'uomo consiglia a Robert di cercare la proprietaria della scarpetta di cristallo. Felice, quest'ultimo si mette alla ricerca ma con scarsi risultati finché non si ricorda dove l'ha trovata l'ultima volta che la cercava. Ella intanto è in carrozza con la matrigna e con Thomas, stanno recandosi a sposarsi, ma grazie all'aiuto dei suoi amici topolini riesce a scappare per andare all'appuntamento con la regina Tatiana. Mentre è per strada tuttavia incontra Robert che le fa una vera e propria dichiarazione d'amore dicendole che l'unica cosa che vuole é stare con lei. Colpita da questa dichiarazione Ella bacia il ragazzo e gli chiede di accompagnarla all'appuntamento con la regina Tatiana.
Intanto Rowan, avendo capito cosa é davvero importante nella vita, fa una dichiarazione d'amore un po' goffa alla moglie Beatrice.
Al villaggio la regina Tatiana, colpita dalla bellezza dei modelli disegnati da Ella, la assume affinché la segua nei suoi viaggi. Dopodiché Robert conduce la ragazza a palazzo dove la presenta ai suoi genitori dicendo però che per il momento non si sposeranno e che gireranno il mondo insieme. Rowan comprende la decisione del figlio e nomina Gwen prima in linea di successione al trono. Così la storia finisce con quest'ultima che diventa regina, Beatrice che finalmente fa sentire la sua voce smentendo Rowan in pubblico, Vivian che capisce quanto sia importante credere nei propri sogni e Robert ed Ella che vivono felici e contenti, con quest'ultima che diventa una modista rendendo il suo nome famoso in tutto il mondo.

## Produzione

### Sviluppo
Nell'aprile 2019 la Columbia Pictures annunciò un nuovo adattamento cinematografico della fiaba di Cenerentola sceneggiato e diretto da Kay Cannon. Il progetto nacque da un'idea di James Corden, che ha prodotto il film con Leo Pearlman, Jonathan Kadin e Shannon McIntosh tramite la casa cinematografica Fulwell 73.
La presenza di Camila Cabello come protagonista fu confermata già dal momento dell'annuncio del film nell'aprile del 2019, mentre dal gennaio del 2020 furono annunciati anche gli altri membri del cast, a partire da Idina Menzel nel ruolo della Matrigna e Billy Porter come una versione di genere non binario della Fata Madrina. Sempre nel gennaio 2020 furono confermati anche Pierce Brosnan, Minnie Driver e Nicholas Galitzine come membri della famiglia reale.

### Riprese
Le riprese cominciarono nel febbraio 2020 ai Pinewood Studios presso Iver, nel Buckinghamshire. Le riprese furono interrotte il mese seguente a causa della pandemia di COVID-19 e ripresero nell'agosto dello stesso anno, prima di essere portate definitivamente a termine nel settembre 2020.

## Promozione
Il primo trailer del film è stato distribuito il 30 giugno 2021. Il trailer italiano del film è stato distribuito il 3 agosto successivo.

## Distribuzione
Originariamente prevista per il 5 febbraio 2021, l'uscita del film nelle sale, fu posticipata al 16 luglio e infine cancellata dopo che gli Amazon Studios acquistarono il film.
La diffusione sulle piattaforme Amazon è avvenuta il 3 settembre 2021.

## Accoglienza

### Critica
Il film ha ricevuto critiche per lo più negative per la sua comicità “mediocre”, il completo cambiamento della Fata Madrina e per i suoi effetti speciali “poco efficaci” rispetto a quelli del remake Disney del 2015. Alcuni hanno anche criticato la pellicola per non aver tenuto fede alla storia originale e aver introdotto tematiche legate al femminismo e all’inclusività.